# Иван Сарийчев
Иван Стоянов Сарийчев е български офицер, генерал-майор от МВР.

## Биография
Роден е през 1921 г. в чирпанското село Верен. От 1938 г. е член на РМС, а от 1943 г. е член на БКП. Влиза в системата на МВР на 9 септември 1944 г. Към 1954 г. е началник на отдел „Транспортна милиция“ към 6-то управление на МВР в София. От 1969 г. е генерал-майор. По това време е началник на Окръжното управление на МВР в Пловдив. През 1971 г. по случай 50-та му годишнина е награден с орден „Народна република България“ – II ст.